# Serguei Txapliguin
Serguei Alekséievitx Txapliguin (en rus: Серге́й Алексе́евич Чаплы́гин; Rànenburg, gubèrnia de Riazan, Imperi Rus, 5 d'abril (24 de març, segons el calendari julià) de 1869 – Novossibirsk, 8 d'octubre de 1942) va ser un matemàtic, físic i enginyer rus especialitzat en aerodinàmica.

## Vida i obra
Serguei Txapliguin va néixer a la ciutat de Rànenburg (gubèrnia de Riazan), a la qual se li va canviar el nom el 1948 pel de Txapliguin en honor del seu il·lustre fill. El seu pare va morir quan Serguei només tenia dos anys i la seva mare es va tornar a casar amb un comerciant de Vorónej en la qual va ser escolaritzat amb beques, ja que la família era prou humil. A partir dels catorze anys ja donava classes particulars amb les que ajudava l'economia familiar. El 1887 va ingressar en la universitat de Moscou en la qual es va graduar en matemàtiques el 1890. El professor que més el va influir va ser Nikolai Jukovski qui, a més, el va convèncer perquè continués estudis per a ser professor. El 1902 va defensar la seva tesi doctoral sobre els fluxos de gas en la qual il·lustrava la possibilitat de reduir el problema dels moviments bidimensionals dels gasos compressibles a la solució d'una equació diferencial lineal parcial.
El 1911, juntament amb més de 100 professors, va dimitir del seu càrrec a la universitat de Moscou en protesta per les accions preses pel govern tsarista en contra de la universitat. En aquest temps es va dedicar intensivament al estudi de a mecànica.
Després de la revolució d'Octubre de 1917, Jukovski va ser nomenat director del recentment creat Institut Central d'Aerohidrodinàmica (TsAGI) i va contractar Txapliguin com al seu segon. Txapliguin va ser un dels líders teòrics de l'Institut i va participar activament en el disseny i construcció del edificis de producció a Kútxino (uns 40 km al sud de Moscou). A la mort del seu mestre, Jukovski, el 1921 va esdevenir director de l'institut. Sota la seva direcció (1921-1942) l'institut va esdevenir un dels centres científics més importants de la Unió Soviètica i el centre de tota la recerca en aviació, dirigint un gran equip de científics i enginyers.

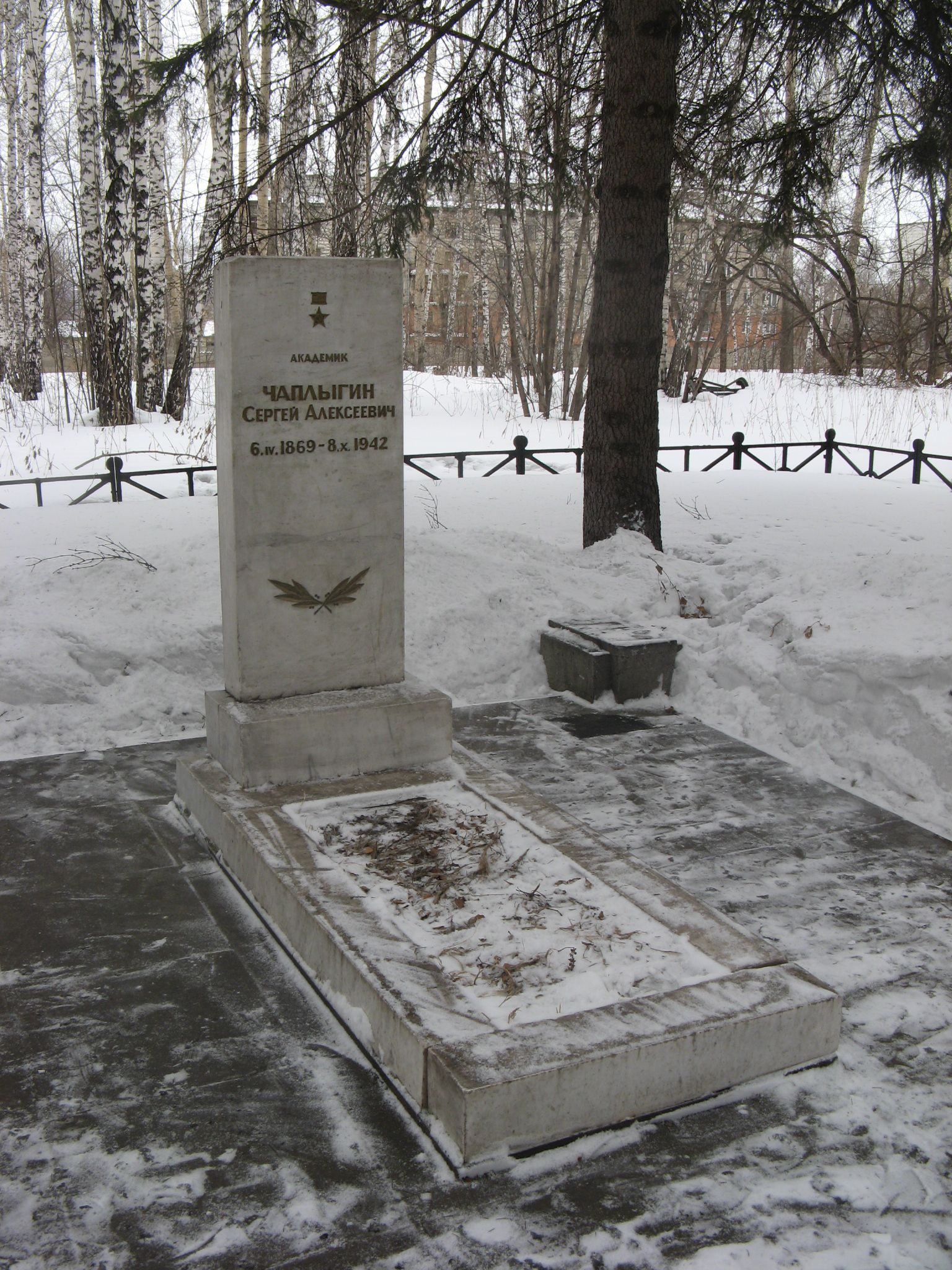
Tomba de Txapliguin als jardins del SibNIIA.

El 1941, en plena Segona Guerra Mundial, va formar part de l'equip de científics evacuats de Moscou que van fundar l'Institut Siberià de Recerca Científica d'Aviació (SibNIIA) a Novossibirsk. Va morir l'any següent i va ser enterrat als jardins del SibNIIA.
Txapliguin és recordat pel seu model de gas, utilitzat en nombroses branques de la ciència, des de la cosmologia fins a la termodinàmica. Va ser membre de l'Acadèmia Russa de les Ciències (després Acadèmia Soviètica de Ciències) i de la Societat Matemàtica de Moscou; també va rebre nombrosos premis i distincions.